# Jack Ramsay
John Travilla „Jack” Ramsay (ur. 21 lutego 1925, zm. 28 kwietnia 2014) – amerykański trener koszykarski, mistrz NBA z 1977, z Portland Trail Blazers, członek Koszykarskiej Galerii Sław.

## Kariera trenerska
Po trenowaniu zespołów licealnych i w niższych ligach, w 1955 roku został trenerem drużyny akademickiej Saint Joseph’s University. Pierwszy sezon zakończył z dorobkiem 23 zwycięstw i 6 porażek. Zdobył także tytuł Big 5. Ramsay został w St Joseph’s do 1966 roku, doprowadzając Hawks do siedmiu tytułów Big 5. Karierę w koszykówce akademickiej zakończył z 234 zwycięstwami i 72 porażkami.
Po odejściu z St Joseph’s, Ramsay został zatrudniony w Philadelphia 76ers jako menedżer generalny. Właściciel klubu Irv Kosloff dał mu trzyletnią umowę wartą 25 tysięcy dolarów. W pierwszym sezonie 76ers zdobyli tytuł mistrza NBA z bilansem 68–13. Zespół zdobywał średnio 125 punktów na mecz. Jednak po sezonie, klub był zmuszony oddać Wilta Chamberlaina i Cheta Walkera, nie dostając w zamian żadnych wartościowych graczy.
W 1968 został trenerem 76ers. W swoim pierwszym meczu z NBA pokonał Los Angeles Lakers 114-96, mimo iż trójka graczy Lakers – Jerry West, Elgin Baylor and Chamberlain zdobyła razem 71 punktów. 76ers zakończyli pierwszy sezon pod wodzą Ramsaya z bilansem 55-27. Klub zdobywał najwięcej punktów na mecz w NBA (119), dzięki agresywnemu pressingowi stosowanemu przez Ramsaya.
W ciągu czterech sezonów jako trener 76ers, Ramsay doprowadził klub do trzech występów w play-offach. W sezonie 1971–72 zespół zanotował katastrofalny sezon, pierwszy raz w historii nie awansując do play-offów.
W 1972 został trenerem Buffalo Braves. W pierwszym sezonie udało mu się wygrać tylko 21 spotkań. W kolejnym sezonie podwoił tę liczbę, średnio zdobywając 116.6 punktów na mecz i tracąc 111,8 (najgorszy wynik w lidze). W play-offach Braves odpadli w pojedynku z Boston Celtics, po 6 meczach w półfinale konferencji. Ramsay odszedł z klubu po czterech sezonach, gdy właściciel zdecydował się na sprzedanie zespołu.
W 1976 roku objął Portland Trail Blazers. Gdy przychodził do klubu, Blazers w swojej sześcioletniej historii ani razu nie awansowali do play-offów. Jednak młody zespół prowadzony przez lidera Billa Waltona zaczynał robić postępy. Pozyskanie silnego skrzydłowego Maurice’a Lucasa w drafcie również miało dobry wpływ na drużynę.
W pierwszym sezonie w Portland zdobył tytuł mistrzowski. Po 60 meczach drugiego sezonu Blazers mieli bilans 50–10 i byli faworytami do obronienia tytułu. Jednak Walton złamał stopę i pogrążył szanse na mistrzostwo. Ramsay pozostał trenerem Blazers do 1986.
W sezonie 1986–87 objął Indiana Pacers. Po siedmiu porażkach na początku sezonu 1988/89 podał się do dymisji. Gdy opuszczał Pacers był drugi na liście trenerów wszech czasów z 864 zwycięstwami przy 783 porażkach, 16 występach w play-off, 14 wygranych sezonach, jednym mistrzostwie NBA i przy 52,5% zwycięstw, przegrywając tylko z Redem Auerbachem. W 1996 został wybrany do dziesiątki najlepszych trenerów w historii NBA. W 1992 został włączony do Basketball Hall of Fame.
W 1991 został trenerem drużyny Zachodu podczas meczu gwiazd Legend NBA.